# Tzaar

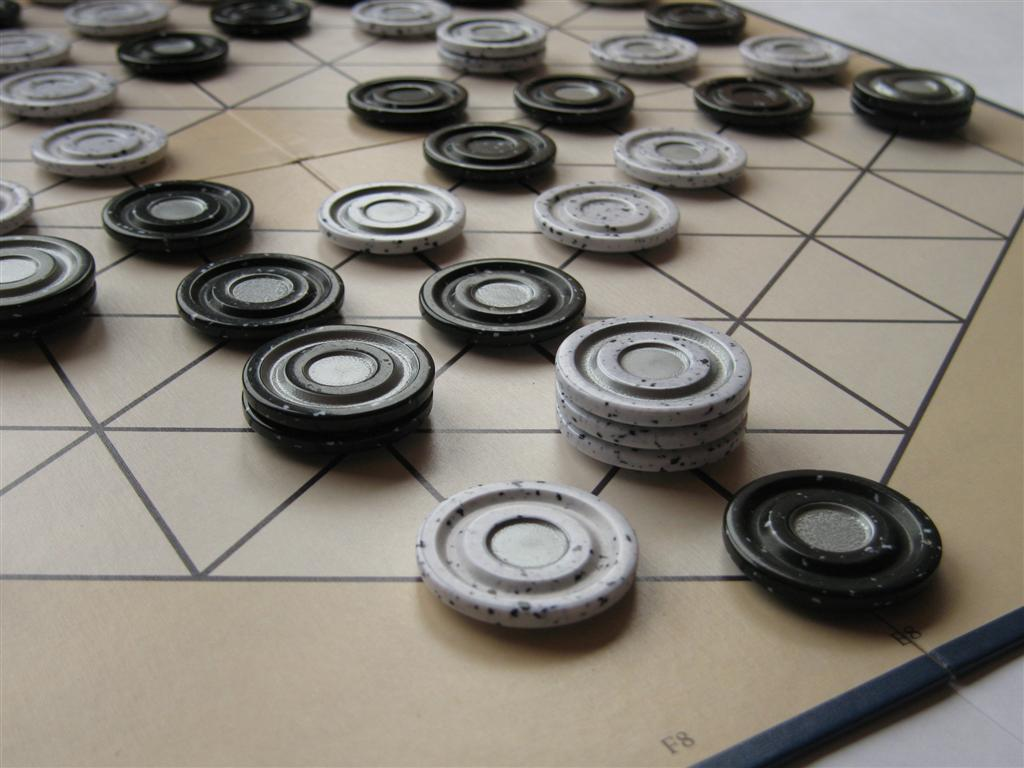
Een detail van het bord en de verschillende stukken

Tzaar is een abstract bordspel in de Project-Gipf reeks van de Belgische spelontwerper Kris Burm. Het spel wordt gespeeld op een hexagonaal bord met witte en zwarte stukken in drie soorten. Doel van het spel is om het laatste stuk van een soort van de tegenstander te slaan, of ervoor te zorgen dat de tegenstander in de volgende beurt niet meer kan slaan. Het spel is in een pre-release uitgegeven voor de Spiel'07 beurs in Essen. In 2008 kwam de officiële versie uit bij Smart N.V. Tzaar vervangt het spel Tamsk in de Project-Gipf spellen-reeks.

## De stukken
Elke speler heeft drie verschillende soorten stukken die aangeduid zijn in onderstaande tabel.
| Stuk   | Aantal |
| ------ | ------ |
| Tzaar  | 6      |
| Tzarra | 9      |
| Tott   | 15     |

## Het begin van het spel
Er zijn verschillende manieren om de startopstelling op het bord te krijgen. De spelers spreken vooraf af welke manier gebruikt wordt.
- Begin met een leeg bord en leg om en om de stukken op het bord totdat het laatste stuk gelegd is.
- Begin met een vaste startopstelling zoals in de officiële handleiding staat.
- Plaats de stukken willekeurig op het bord.

Wit begint het spel en moet in zijn eerste beurt één stuk van de tegenspeler slaan door een eigen stuk te verplaatsen naar een aangrenzend veld waar een vijandelijk stuk ligt. Het vijandelijke stuk wordt van het bord genomen. Hierna zijn zwart en wit afwisselend aan de beurt, waarbij elke beurt bestaat uit twee zetten.

## Beurtverloop
Elke beurt na de eerste bestaat uit twee zetten. Zwart heeft dus de eerste volledige beurt.
1. De eerste zet bestaat uit het verplicht slaan van een steen van de tegenstander. Kan dit niet, dan wint de tegenstander.
2. Voor de tweede zet zijn er drie mogelijkheden.
  1. Nogmaals een vijandig stuk slaan.
  2. Met een eigen stuk, of stapel van stukken, op een ander eigen stuk of stapel springen.
  3. Passen.

### Het slaan van stukken
Een stuk, of stapel stukken, van de tegenstander kan geslagen worden door een stuk of stapel die er in een rechte, ononderbroken lijn naartoe kan bewegen. Een stapel kan alleen geslagen worden door een andere stapel die uit ten minste evenveel stukken bestaat. Het soort stukken waar de stapel uit bestaat is niet van belang.

### Het sterker maken van stukken
Een eigen stuk of stapel kan hoger gemaakt worden door er met een stuk of stapel op te springen. Net als bij het slaan van vijandige stukken moet deze stapel aanliggend zijn of via een rechte, ononderbroken lijn over één of meerdere vrije velden bereikbaar zijn.

## Winstcondities
Tzaar kan op twee manieren gewonnen worden. In de eerste plaats door alle stukken van één soort (Tzaar, Tzarra of Tott) van de tegenstander te slaan, waarbij voor stapels geldt dat ze tellen als een stuk van het soort, dat het bovenste (zichtbare) stuk in de stapel vormt. In de tweede plaats, door ervoor te zorgen dat de tegenstander niet als eerste zet een stuk kan slaan.

## Materiaal
Tzaar bestaat uit een kartonnen speelbord en bakelieten speelstukken. De stukken hebben de gespikkelde look die ook gebruikt werd in de speelstukken van andere spellen van Project GIPF, en zijn in vorm en afmetingen identiek aan het TAMSK potentieel. Totts zijn onbedrukt, Tzarra's hebben een bedrukte middenstip, en Tzaars hebben een bedrukte stip en ring. In de pre-release uitgave waren de stukken zilverkleurig bedrukt, in de eigenlijke uitgave van het spel werd dit veranderd naar een goudkleur.